# Alfornelos
Alfornelos – dawna parafia (freguesia) gminy Amadora i jednocześnie miejscowość w Portugalii. W 2011 zamieszkiwało ją 10 439 mieszkańców, na obszarze 0,84 km². Od 2013 jest częścią parafii Encosta do Sol.